# Ясна Фазлич
Ясна Фазлич (нар. 20 грудня 1970 року, Фоча, SFR Югославія) — югославсько-американська спортсменка зі гри в настільний теніс, яка виступала за Югославію, а потім за Сполучені Штати. Учасниця чотирьох Олімпійських ігор: у Сеулі 1988 року, на Літніх Олімпійських іграх 1988 року, в Барселоні 1992 року, Літні Олімпійські ігри у Сіднеї 2000 року та Літні Олімпійські ігри у Афінах 2004 року відповідно.

## Біографія
Ясна прожила більшу частину дитинства та юності в Загребі, Республіка Хорватія в межах Югославії. З 1992 по 1997 рік вона була одружена з Ілією Лупулеску. У 1996 році вона ненадовго грала в теніс в Японії, а потім переїхала до США. Після розлучення вона законно змінила своє ім'я. Ясна вийшла заміж 20 серпня 2009 року вдруге. У неї є дочка Ізабел Ретер, яка народилася 18 грудня 2011 року.
Ясна була прийнята до залу слави настільного тенісу США в грудні 2011 року

## Участь в Олімпіадах
У 1988 році вона виграла бронзову медаль для Югославії у жіночому парному розряді разом з Горданою Перкучин. Через чотири роки вона виступила незалежним учасником Олімпійських ігор. У 2000 та 2004 роках брала участь за США.

## Коучинг
Станом на 2006 рік вона є головним тренером з настільного тенісу в Техаському університеті Весліана. З моменту створення програми настільного тенісу в Техаському університеті Весліана команда повернула до Техасу 69 колегіальних національних титулів у командних змаганнях, одиночних та парних змаганнях.

## Кар'єра настільного тенісу
- 1988, 1992, 2000, 2004 — Олімпіади
- 1988 Бронзова Олімпійська медаль Сеул, Корея
- 1988 і 1992 — Чемпіон Європи
- 2003 та 2005 — Чемпіон США серед жінок